# Wanlo
Wanlo ist der südlichste Stadtteil von Mönchengladbach und gehört zum Stadtbezirk Mönchengladbach West, bis zum 22. Oktober 2009 Stadtbezirk Wickrath.

## Lage
Wanlo liegt südwestlich des Autobahndreiecks Mönchengladbach-Wanlo, an dem sich die Bundesautobahnen 46 und 61 kreuzen. Somit ist Wanlo durch die A 46 vom übrigen Stadtgebiet getrennt. Nördlich der Autobahn liegt Wickrathberg. Im Osten liegt der Jüchener Ortsteil Hochneukirch und im Süden die Erkelenzer Dörfer Keyenberg und Kuckum. In der Leitentscheidung der NRW Landesregierung von 2023 wurde festgelegt, dass Keyenberg und Kuckum nicht mehr für den  Tagebau Garzweiler zerstört werden sollen. Wanlo wurde bereits im Jahr 1991 aus den Planungen zur Devastierung im Rahmen des Tagebaus Garzweiler II herausgenommen und blieb somit vom geplanten Abbaggerungsprozess verschont.

## Name
Der Name Wanlo ergibt sich aus dem Zusammenschluss der Silben Wan und lo. Wan bedeutet Wanne, Mulde oder Gewässer und steht für die im nahen Kuckum entspringende Niers, die Wanlo durchfließt. Lo oder Loh bedeutet lichter Wald.

## Geschichte

### Mittelalter
Erste urkundliche Erwähnung von Wanlo (im Mühlgau) ist das Jahr 861.
Wanlos Ursprünge reichen bis in das Mittelalter zurück. Im 8. Jahrhundert gehörte es zum Kirchspiel Keyenberg. 1106 wird ein Herimanus de Wanlo in einer Urkunde des Erzbischofs von Köln erwähnt. 1158 bestätigte dessen Nachfolger Friedrich II dem Nonnen-Convent zu Königsdorf seine Besitzungen zu Wanlo.
Nach der Zerstörung von Schloss Dyck im Jahr 1383, verkauft Gerard, Herr zu Dyck (†1394), am 1. Januar 1386, dem Herzog Wilhelm von Jülich,  das Dorf Wanlo mit dem Gerichte, den Schöffen, Diensten, Renten und Geldern.

### Neuzeit
Vor den Schöffen von Wanlo überträgt am 30. September 1510 der Junker „Gerit van Willenraidt“ (Wildenrath) dem Bruder „Arnoldus van Bracht“, Prior zu Wickrath (Wickraide), 5 1/2 Morgen Ackerland im Kirchspiel Wanlo am Hoiterpfad neben den 12 Morgen des Pastors und gelegen zwischen dem Hoitstück, Abels Land, Derick Clais Land und Bertrams Land, für eine Rente von ….
Im Achtzigjährigen Krieg hatten die Bewohner unter Einquartierungen und Brandschatzungen spanischer Truppen zwischen 1585 und 1587 zu leiden und auch der folgende Dreißigjährige Krieg brachte erneut Unheil über den Ort.
Die Chronik: „Martin Schenck von Niedeck und der Junker Wilraid von Wanlo“ schildert den Kampf gegen „Martin Schenk von Nideggen“, der 1586 mit 200 Söldnern in Wanlo, Keyenberg und Holtzweiler eingefallen war und den brutalen Mord, an Vater und Sohn von „Wildenrath“ in Wanlo, die sich gegen die Söldner heftig gewehrt hatten. Wanlo wurde vollständig ausgeraubt, 13 Häuser und die Kirche niedergebrannt. Eine hölzerne Tafel mit Wappen in der Sakristei sagt: „Anno 1587 den 14. Februar, sind die Edlen und Ehrenfesten Robert und Bernhard von Wildenrath, Vater und Sohn, auf ihrem Hause zum Deyk, unschuldig und erbärmlich entleibt. R.i.p.“ Ort der Auseinandersetzung war das Rittergut Dyck, heute Rittergut Wildenrath.
- Bis 1793 gehörte der Dingstuhl Wanlo zum Amt Kaster im Herzogtum Jülich.
- 1794 bildete die französische Besatzung die Mairie Wanlo im Kanton Odenkirchen. Die Mairie bestand nur aus dem Ort Wanlo. Die zuvor zur Pfarre respektive Kirchspiel Wanlo gehörenden Orte Venrath, Kuckum und Kaulhausen wurden mit weiteren Orten Teil der Mairie Kuckum im Kanton Erkelenz.
- 1815 kam die Region zu Preußen. Aus der französischen Mairie wurde die preußische Bürgermeisterei Wanlo, die seit 1816 zum Kreis Grevenbroich im Regierungsbezirk Düsseldorf gehörte.[6] Das benachbarte Kuckum wurde wieder der Gemeinde Wanlo zugeschlagen.
- 1929 kam die Gemeinde Wanlo in den Landkreis Grevenbroich-Neuß.
- 1934 wurde Wanlo in die Gemeinde Wickrath eingemeindet.

Am 1. Januar 1972 wurde Kuckum aus der Gemeinde Wickrath aus- und in die Stadt Erkelenz eingegliedert.
Am 1. Januar 1975 wurde die Gemeinde Wickrath mit den Städten Mönchengladbach und Rheydt zusammengelegt und verlor die Selbstständigkeit.

### Straßennamen
- Die Gormannsgasse wurde vor 1964 im Dialekt Matz/Matsch-ges-jaat genannt. Bedeutung: Gasse, die bei Regen matschig war.
  - Den Familiennamen Go(i)rman(n) gibt es in Wanlo seit 1535, von diesem Hof stammt der Gladbacher Abt Heinrich Goirmanns (1619–1635). 1964 wurde die Straße benannt aus vormals „Wanlo 95–98 und 121“
- Der „Dachsweg“ hieß vor 1975 Wieselweg

#### Heutige Straßennamen
Kuckumer Straße – Heckstraße – Hochstraße – Plattenstraße – Stahlenend – An der Kirche – Schweinemarkt – Gormannsgasse – Alter Sportplatz – Auf der Steinbrücke – Auf dem Stiel – Im Tal – Marderweg – Dachsweg – Am Kappelshof – An der Mühle.

### Religion
In Wanlo besteht die katholische Kirchengemeinde St. Mariä Himmelfahrt.

#### Pfarrer von Wanlo
1327 bis heute
| - 1327 = Konstantin von Horn, der möglicherweise 1333 zum Propst von St. Kunibert in Köln aufstieg. - 1329: Heinrich von Duisburg (Vertichmark) - 1330: Gorswinus von Wanle - 1378: Gobelinus von Ratingen - 1378–1404: Johann von Schonenbach, gen. Quentini - 1436: Heinrich N. (Kirchspielherr) - 1541: Matthias Girys - 1547–1549: Pfarre unbesetzt - 1548–1574: Franz Flockens - 1574–1583: Dionisus Gladbacensis - 1567 / 1583: Dionisius Dionisii - 1606–1636: Wilhelm Tetzius - 1636–1658: Johannes Viten - 1667–1680: Peter Sieben - 1698–1716: Ernst Henseler | - 1716–1749: Nikolaus Teinertz - 1749–1779: David Kirchbauer - 1779–1814: Franz Anton Hoffmann - 1814–1844: Johann Wilhelm Syben - 1844–1869: Josef Klören - 1869–1891: Hermann Josef Jansen - 1891–1896: Paul Dorn - 1896–1908: Adolf Plönnis - 1908–1927: Georg Hütten - 1927–1931: Franz Maaßen - 1931–1947: Johann Plum - 1947–1957: Adolf Gau - 1958–1969: Paul Gottfried Erb - 1970–2007: Hans-Josef Schuck - seit 2007: Michael Röring (GdG Mönchengladbach-Süd) |

#### Judentum
1679 wurde erstmals ein Jude in Wanlo erwähnt. Seither lebten einige wenige jüdische Familien im Dorf. Die größte Bevölkerungszahl wurde 1883 mit 47 Personen erreicht, von da ab sank sie wieder. Die Juden gehörten zur Synagogengemeinde von Wickrathberg.
Die Autorin Hilde Sherman, geborene Zander, wurde 1923 in Wanlo im Haus ihrer Großeltern Joseph Zander und Henriette geborene Kahn geboren. Später verzogen die Eltern mit ihrer Tochter Hilde in das benachbarte Wickrathberg. 1935 wohnte nur noch die verwitwete Jüdin Henriette Zander in Wanlo. Sie wurde 1942 in das KZ Theresienstadt deportiert und starb dort.

## Politik

### Bürgermeister von Wanlo
Folgende Personen waren Bürgermeister von Wanlo.
- 1800–1809: Johann Wilhelm Schiller (als Maire)
- 1809–1814: Anton Velder (als Maire)
- 1814–1818: Anton Velder
- 1819–1836: Matthias Steprath
- 1836–Juni 1836: Ferdinand Dreling
- 1848–Januar 1851: Christian Caspers (als Bürgermeisterei – Verwalter)
- 1851–April 1859: Christian Caspers
- 1859–Juli 1875: Ferdinand Dreling
- 1875–Dezember 190:6 Johann Wilhelm Müllers
- 1907–Februar 1931: Karl Fußangel
- 1931–1934: Carl Dißmann

## Kultur und Sehenswürdigkeiten

### Sehenswürdigkeiten

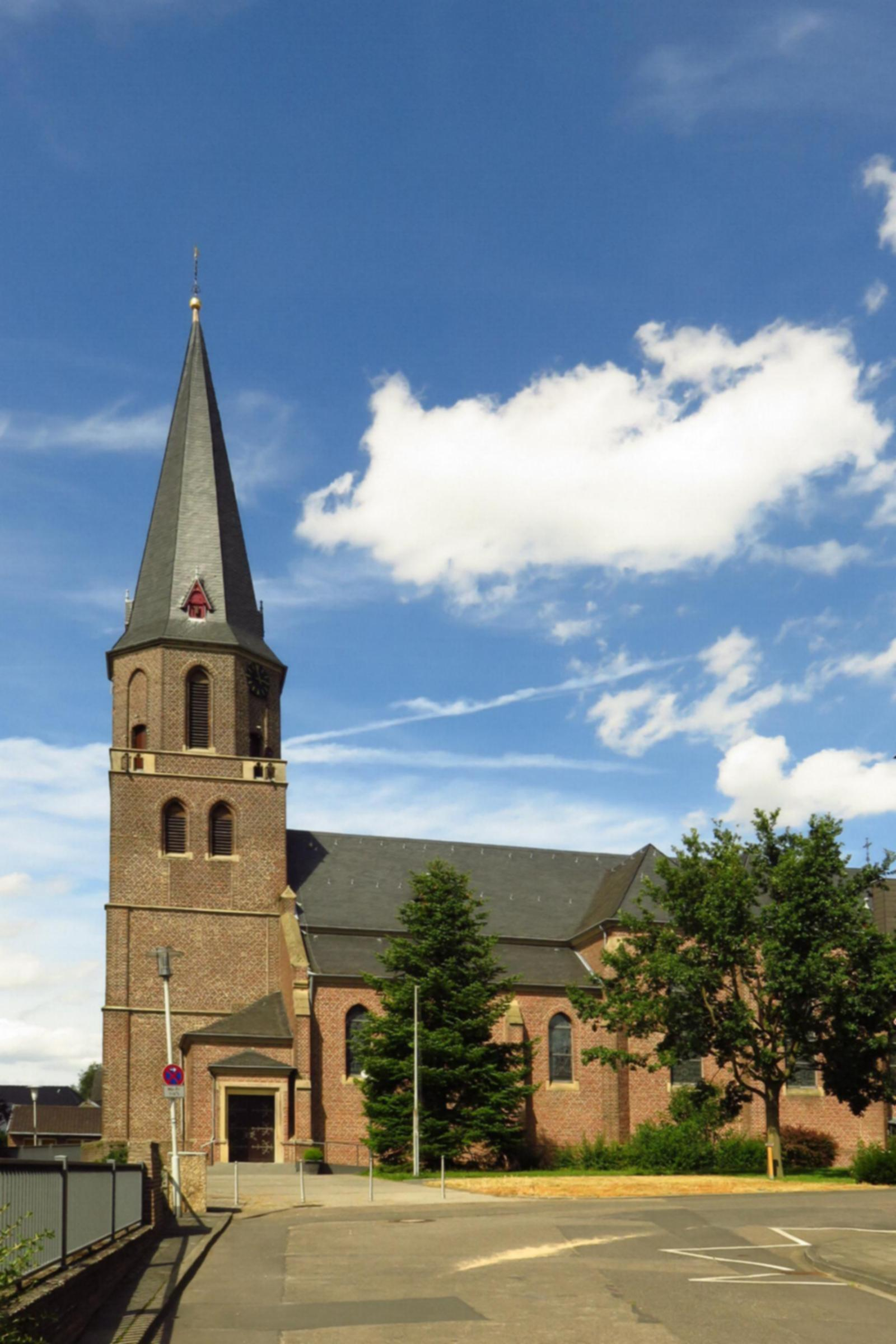
Katholische Pfarrkirche

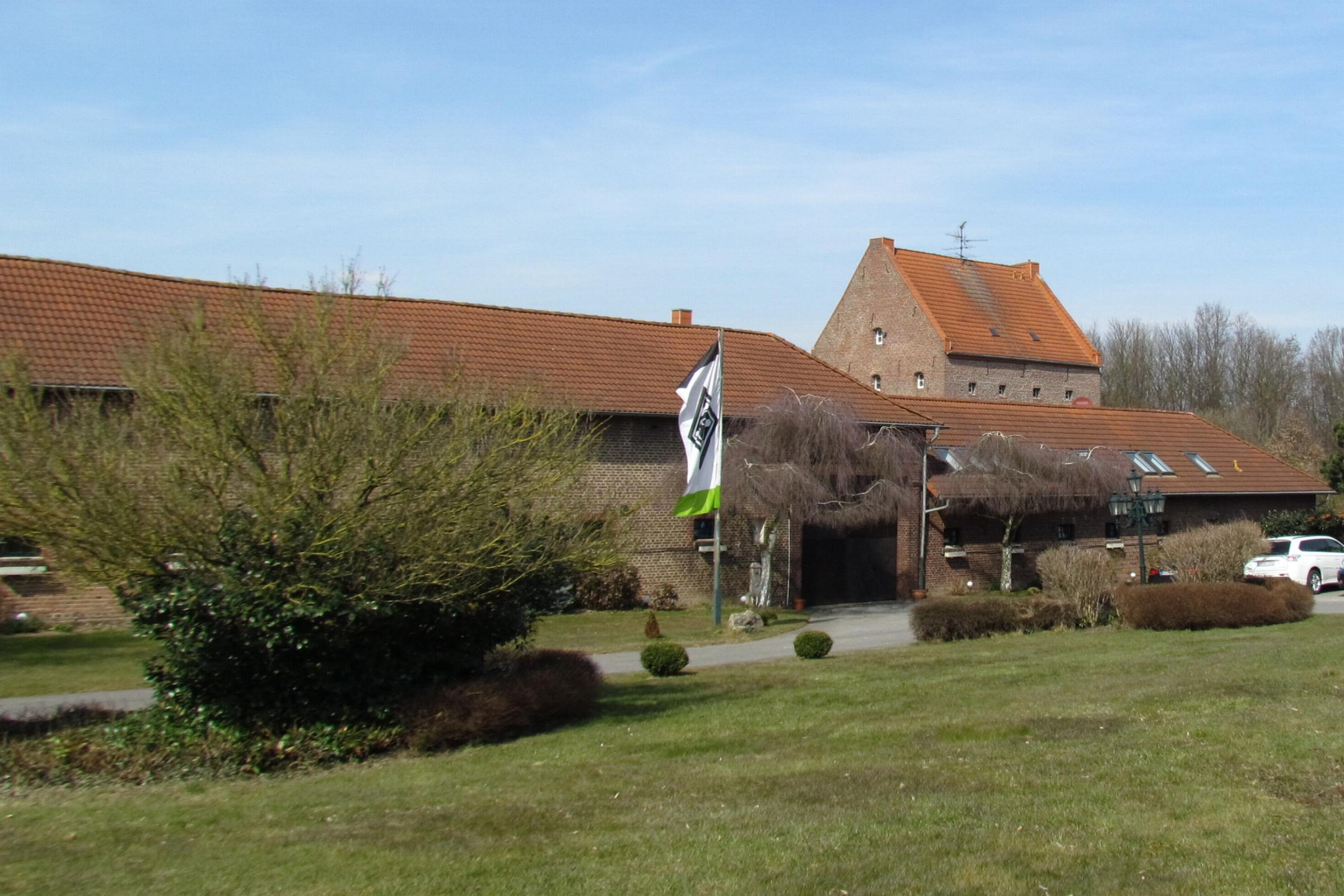
Zourshof

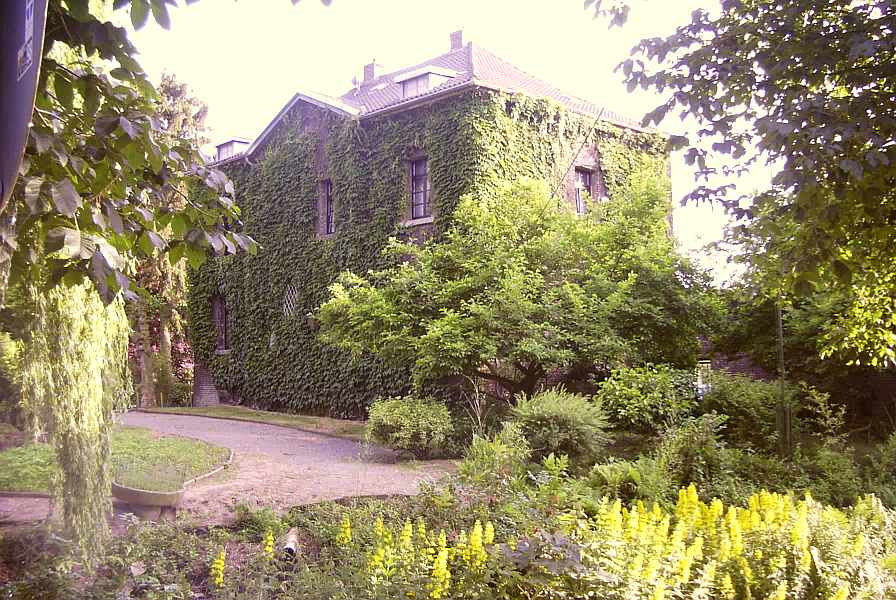
Rittergut Wildenrath

- Katholische Pfarrkirche. Das 1900 errichtete Bauwerk ersetzte eine romanische Pfeilerbasilika aus dem 12. Jahrhundert
- Kappelshof, ein ehemaliger Rittersitz im Norden Wanlos
- Rittergut Wildenrath, an der Straße nach Kuckum; 1251 erwarb der Herzog von Jülich das Rittergut Dyck. Am Ende des 14. Jahrhunderts vergaben die Herzöge es in Erbpacht an die Edelherren von Wildenrath, die dem Gut ihren Namen gaben. Im Wappen findet sich daher noch der Jülicher Löwe. Heute wird das Gut als Restaurantbetrieb und Golfanlage genutzt.
- Das Wanloer Heiligenhäuschen. Das Kapellchen (Josefskapelle) an der Kuckumerstraße ist ein kleiner, rechteckiger, aus Backsteinen errichteter Bau mit einem Satteldach. In den vorderen Balken, über dem Eingang, ist eingeschnitzt:

IHS . ANNO 1667 . DEN 2. JUNIj . MRA . Auf dem inneren Balken ist zu lesen: DIESES H. HAUS BERTRAM HEINRICHS UND TRINGEN ECKEN ZUR EHREN GOTTES GEBAUT. Im zweiten Halbjahr 2012 wurde diese Kapelle in ehrenamtlicher Arbeit von den Mitgliedern des „Rentner-Arbeits-Trupp-Wanlo“ von Grund auf saniert.
- Wegekreuz Wanlo

#### Jüdischer Friedhof

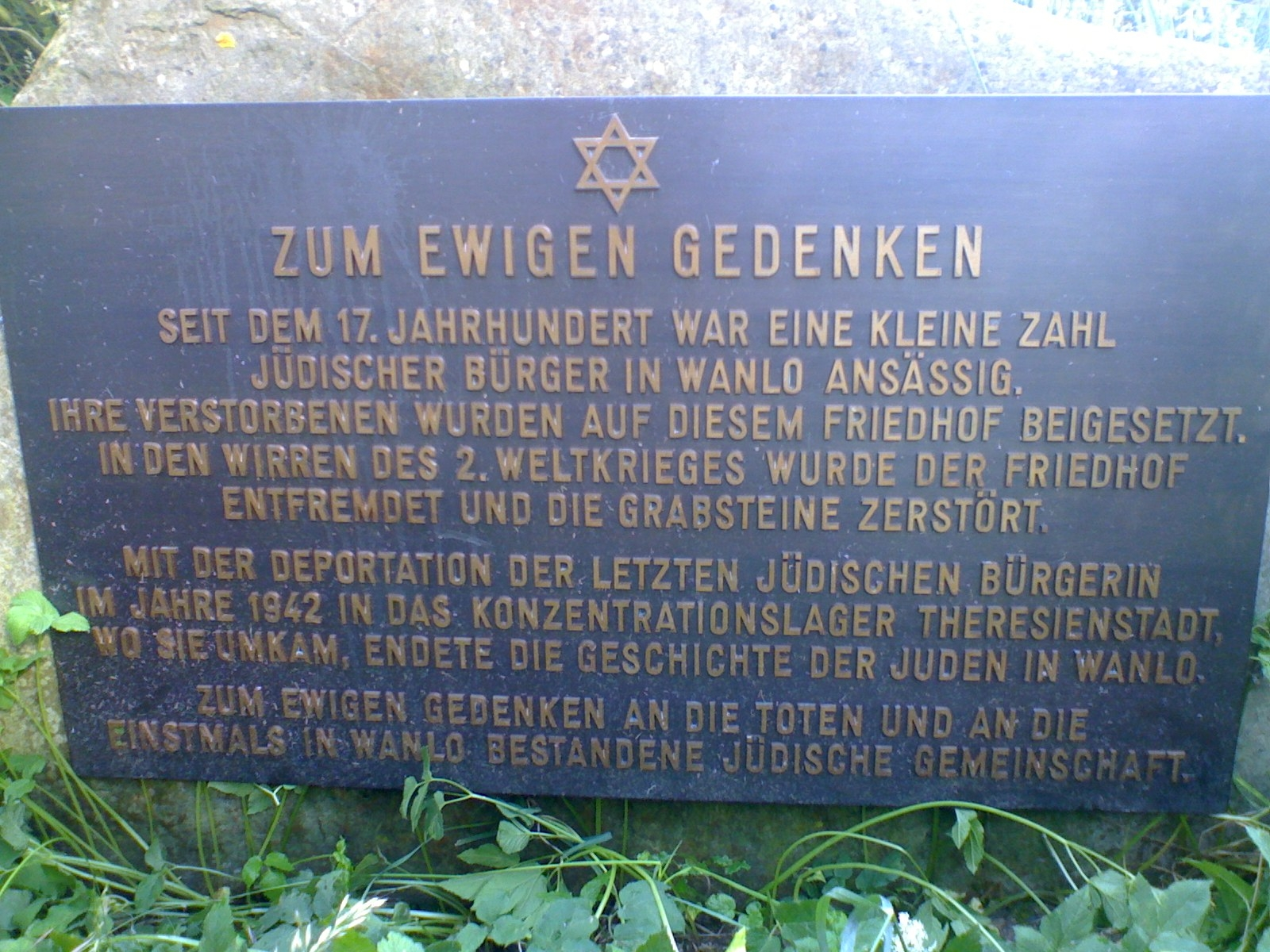
Gedenkstein an den jüdischen Friedhof in Wanlo

Der jüdische Friedhof befand sich am Feldweg zwischen Stahlenend und Hochneukircher Weg hatte eine Größe von 721 Quadratmeter. Nach dem Zweiten Weltkrieg wurde er eingeebnet. Heute erinnert nur noch ein Gedenkstein an den Friedhof.
Text der Gedenktafel (im Original nur Großbuchstaben):
Zum ewigen Gedenken / Seit dem 17. Jahrhundert war eine kleine Zahl / jüdischer Bürger in Wanlo ansässig. / Ihre Verstorbenen wurden auf diesem Friedhof beigesetzt. / In den Wirren des 2. Weltkrieges wurde der Friedhof / entfremdet und die Grabsteine zerstört. / Mit der Deportation der letzten jüdischen Bürgerin / im Jahre 1942 in das Konzentrationslager Theresienstadt, / wo sie umkam, endete die Geschichte der Juden in Wanlo. / Zum ewigen Gedenken an die Toten und an die / einstmals in Wanlo bestandene jüdische Gemeinschaft.

Giesenkirchen |
Odenkirchen |
Rheindahlen |
Rheydt |
Wanlo |
Westend |
Wickrath

### Vereine
In Wanlo sind verschiedene Vereine tätig, so z. B. die Karnevalsgesellschaft, die Bruderschaft, die Freiwillige Feuerwehr Mönchengladbach Einheit Wanlo, die Dorfinteressengemeinschaft, der Verein für Luftfahrt M.Gladbach, Rheydt und Umgebung, ein Taubenzuchtverein, der Dorf-Campus Wanlo, der Förderverein zur Brauchtumspflege und brauchtumsorientierten Jugendarbeit Wanlo, Bürger helfen Bürgern Wanlo sowie der Förderverein des Kindergartens St. Mariä Himmelfahrt Wanlo.

### Regelmäßige Veranstaltungen
- Prunk in Wanlo (Schützenfest) am 6. Sonntag nach Ostern, zwischen Christi Himmelfahrt und Pfingsten
- "Osterbrunch" am Ostermontag in der Schule
- „Lange Sommernacht“ Dorfsommerfest abwechselnd auf dem Spielplatz „im Tal“, auf dem Schulhof und auf dem Segelflugplatz
- „Großer Flugtag“ am ersten Sonntag im September
- „Tag der offenen Tür bei der Freiwilligen Feuerwehr Wanlo“ alle zwei Jahre
- Maifeier am 30. April
- St.-Martins-Zug, in der Regel am Montag vor dem 11. November
- Halloween Feier am 31. Oktober in der Schule
- "Campus Beat Club" am 2.10. in der Schule
- Weihnachtsmarkt am 1. Samstag im Dezember auf dem Schulhof
- von Mai bis Oktober an jedem ersten Freitag im Monat Biergarten auf dem Schulhof